# Tateo Ozaki
Tateo "Jet" Ozaki 尾崎 健夫 (Ozaki Tateo) (Kaiyō, Districte de Kaifu, Prefectura de Tokushima, 9 de gener de 1954) és un golfista professional japonès. Ozaki esdevingué golfista professional en 1977. Guanyà 15 tornejos en el Japan Golf Tour i va arribar al lloc 13 en la llista de victòries de carrera.